# 手机游戏

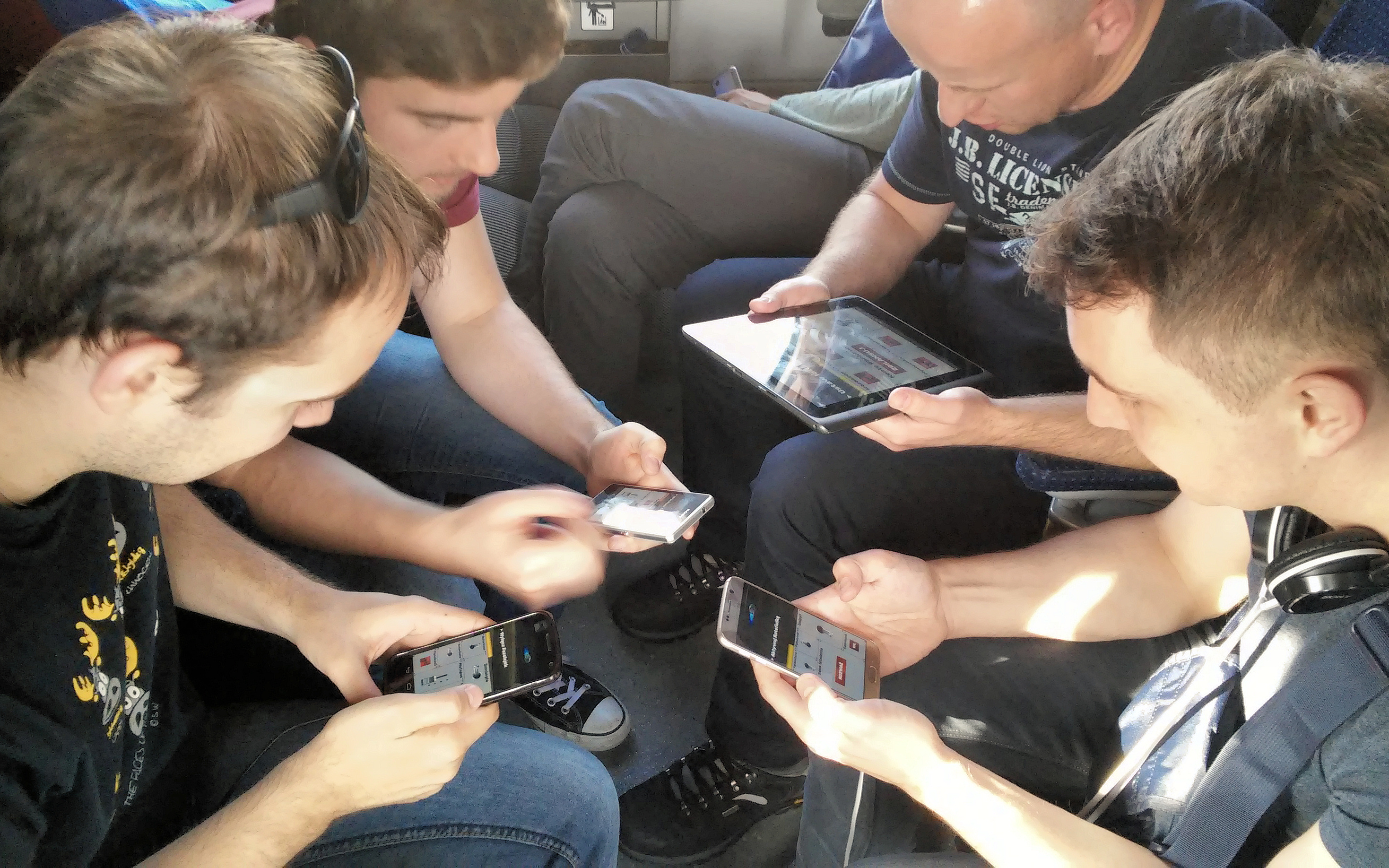
手机游戏方便快捷

手机游戏（英語：Mobile Game），是指运行于手机上的游戏软件。

## 限制與挑戰

### 機能限制
早期由于大多数手机机能有限，操作和玩法簡單的俄罗斯方块、贪食蛇、推箱子等益智类游戏是常见的游戏类型。目前类手机的PDA设备发展，以及智能手机興起，手机处理信息的能力增强，渐渐出现了更大画面、更加复杂的手机游戏，要求玩家連線才能完整暢玩的遊戲也日益增加。

### 發佈及營銷
早期手机游戏內置於手機作為機能一部份發佈。隨著类手机、智能手機的興起，手機可以透過手機系統的网上商店下载遊戲，減省了發佈遊戲的成本，但亦因安裝檔在網上流傳，玩家能取得盗版遊戲，威脅了遊戲開發商的盈利空間。为此，廠商以不同的方式開拓賺取營利的機會:
- 提供遊戲擴展包，要求玩家線上付款方可啟動完整內容
- 在遊戲行進過程插入廣告
- 在遊戲中提供付款才能得到的遊戲道具，當中包括

⒈ 直接付費購買相關道具
⒉ 使用轉蛋的間接博彩方法抽取相應道具
⒊ 類似於傳統線上遊戲的月費制度，使用通行證的方法，以遊戲進度付費解鎖相關道具

### 崛起與普及
手機遊戲一般擁有接觸方便的優點，成功吸納以往掌上遊戲機以外電子遊戲平台較少觸及的女性與老年玩家市場，使電子遊戲市場增長。
隨著智能手機的普及和機能進步，手機遊戲的遊戲表現，追上桌面線上遊戲，遊戲的內容亦更多元化，加上手機遊戲的可攜性，手機遊戲快速攻佔與蠶食桌面線上遊戲的市場。2020年疫情期間，手游產值更大幅增加，令手機游戲的研發規模逐漸上升，從觸控轉向傳統主機與電腦的反向移植風潮，在家中的中重度玩家更青睞實體手感的操作，反之性能更強大的手機處理器與舊款手機的再生也增加了市場的豐富度與專業分化風潮。

## 程序编写
智慧型手機興起前，最流行的手机游戏程序语言是Java。由于大多数的手机都内置了Java的运行环境，加上Java语言自身的跨平台特性，Java成为了编写手机游戏时最常使用的语言之一。用于在手机上运行的Java一般按照J2ME标准进行编程。
在Android和iOS的市场占有率领先以后，手机游戏厂商开始基于它们两者进行开发，而且大部分利用游戏引擎来制作，于是手机游戏的开发平台统一起来。目前在手机游戏开发的领域， 最受开发中广泛使用的是unity engine, 为市占率最高的游戏开发引擎之一， 另一方面， 在高端游戏的市场，另一个备受好评的游戏引擎为虚幻引擎Unreal Engine。在2021年的游戏引擎市值为将近32亿美金，而在2027年估计会接近87亿美金的市值。

## 发展

### 与定位系统结合
有些游戏（如Ingress、Pokémon GO等）利用了手机的GPS功能，可以显示玩家目前所在的位置，并以此为基础与玩家进行互动。

### 多人在线游戏
与电脑上的大型多人线上游戏（MMO）类似，手机可以通过以下连接方式进行多人在线游戏：
- Infrared（红外线）
- Bluetooth（蓝牙）
- GPRS
- 3G、4G、5G
- WiFi
- AI
- MMS
- Wireless LAN（WLAN,无线局域网）

玩家之间除了可以进行几人之间的对战之外，还可以通过GPRS等方式参与手机上的网络游戏。

## 參與廠商

### 美國
- Machine Zone
- 動視暴雪
- Niantic
- EA
- Caesars Entertainment
- Zynga
- Kabam

### 歐洲
- Supercell
- Playrix
- Miniclip

- King
- Rovio Entertainment
- Ubisoft

### 日本
- Line
- mixi
- BANDAI NAMCO
- GungHo
- SQUARE ENIX
- COLOPL
- CyberAgent
- DeNA
- Cygames
- Sony
- Konami

### 韓國
- Nexon
- Naver
- Netmarble Games
- NCSOFT
- Ghostgames
- GAMEVIL
- Com2uS
- SmileGate
- Next Floor
- LoadComplete
- 4:33
- Super Awesome

### 中國大陸
- 腾讯
- 网易
- 智明星通
- IGG
- 巨人（史玉柱）
- 金山（雷军）
- 盛大遊戲（陈天桥）
- 完美世界
- 恺英网络
- 乐元素
- 蜗牛游戏
- 心动网络
- 百度游戏
- 吉比特
- 崑崙遊戲
- 龙图游戏
- 英雄互娱
- 博雅互动
- 奧爾資訊(北京分公司)
- 五分鐘公司
- 鹰角网络
- 散爆网络
- 米哈游

### 台灣
- 傳奇網路
- 智冠(TPE:5489)
- 鈊象電子(TPE:2393)
- 遊戲橘子(TPE:6180)
- 奧爾資訊(台灣分公司)
- 樂陞(TPE:3662)
- 宇峻(TPE:3546)
- 戲谷
- 紅心辣椒
- 大宇資訊
- G妹遊戲
- Efun
- 艾肯娛樂